# Roberto Genuin
Roberto Genuin (ur. 20 września 1961 w Falcade) – włoski duchowny rzymskokatolicki, od 2018 generał zakonu kapucynów.

## Życiorys
Urodził się 20 września 1961 w wielodzietnej rodzinie jako dziecko Antonia i Valerii w Falcade w prowincji Belluno, na północy Włoch.
Wstąpił do nowicjatu zakonu kapucynów 3 października 1980 a rok później złożył profesje zakonną. 30 czerwca 1985 złożył śluby wieczyste a 27 czerwca 1987 został wyświęcony na kapłana .
W latach 2008–2018 był prowincjałem prowincji weneckiej. 3 września 2018 został wybrany generałem zakonu na okres 6 lat.